# Cuartel de Las Bóvedas

Cuartel de Las Bóvedas en 1936.

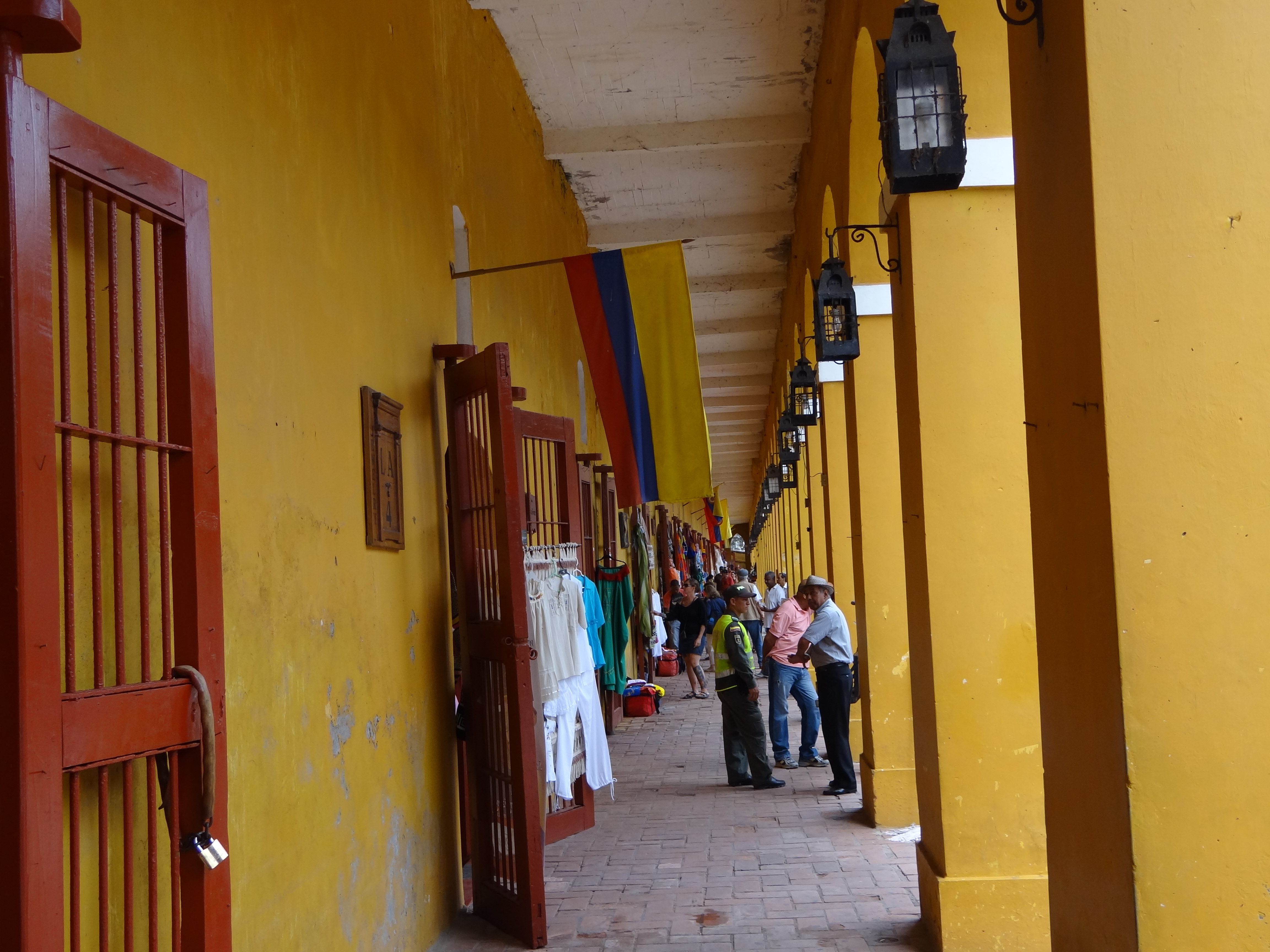
Corredor de las Bóvedas de Santa Clara.

El cuartel de las Bóvedas o bóvedas de Santa Clara son una estructura militar adosada a las murallas, entre los baluartes de Santa Catalina y Santa Clara, que cerraron el anillo de la fortificación urbana de la Ciudad Vieja de Cartagena, en Colombia. 
Su constructor fue el ingeniero militar castellano Antonio de Arévalo, terminándolo en 1798, nueve años después de haberlo comenzado. El mar Caribe es visible desde lo alto de la estructura.

## Estructura
Fue diseñado como elemento defensivo a prueba de ataques con bombas para, en un principio, albergar a las tropas reales de España, para que estuvieran cerca de los tramos fortificados a defender. Esta misma utilización de alojamiento para la guarnición fue usada por las fuerzas patrióticas y republicanas.
Está caracterizado por un estilo neoclásico compuesto de 47 arcadas de medio punto y 23 bóvedas de medio cañón, disponiendo y poniendo término a la edificación con un frontón triangular tallado con el escudo de las armas reales españolas sobre la arcada central. 
También sirvió para almacenamiento, incluso de municiones, y durante las guerras civiles del siglo XIX fue utilizado como mazmorra. Posteriormente sirvió para fabricación de licores. Actualmente es una atracción turística popular, albergando diferentes tiendas de artesanía, galerías de arte, bares y otros negocios.